# بريجيت برايس
بريجيت برايس (بالدنماركية: Birgitte Price)‏ هي ممثلة دانمركية، ولدت في 29 أبريل 1934 بكوبنهاغن في الدنمارك، وتوفيت بنفس المكان في 17 يوليو 1997.

## وصلات خارجية
- بريجيت برايس على موقع IMDb (الإنجليزية)
- بريجيت برايس على موقع ميوزك برينز (الإنجليزية)
- بريجيت برايس على موقع قاعدة بيانات الأفلام السويدية (السويدية)
- بريجيت برايس على موقع ديسكوغز (الإنجليزية)
- بريجيت برايس على موقع قاعدة بيانات الفيلم (الإنجليزية)
- بريجيت برايس على موقع كينوبويسك (الروسية)